# Záštita (funkce)

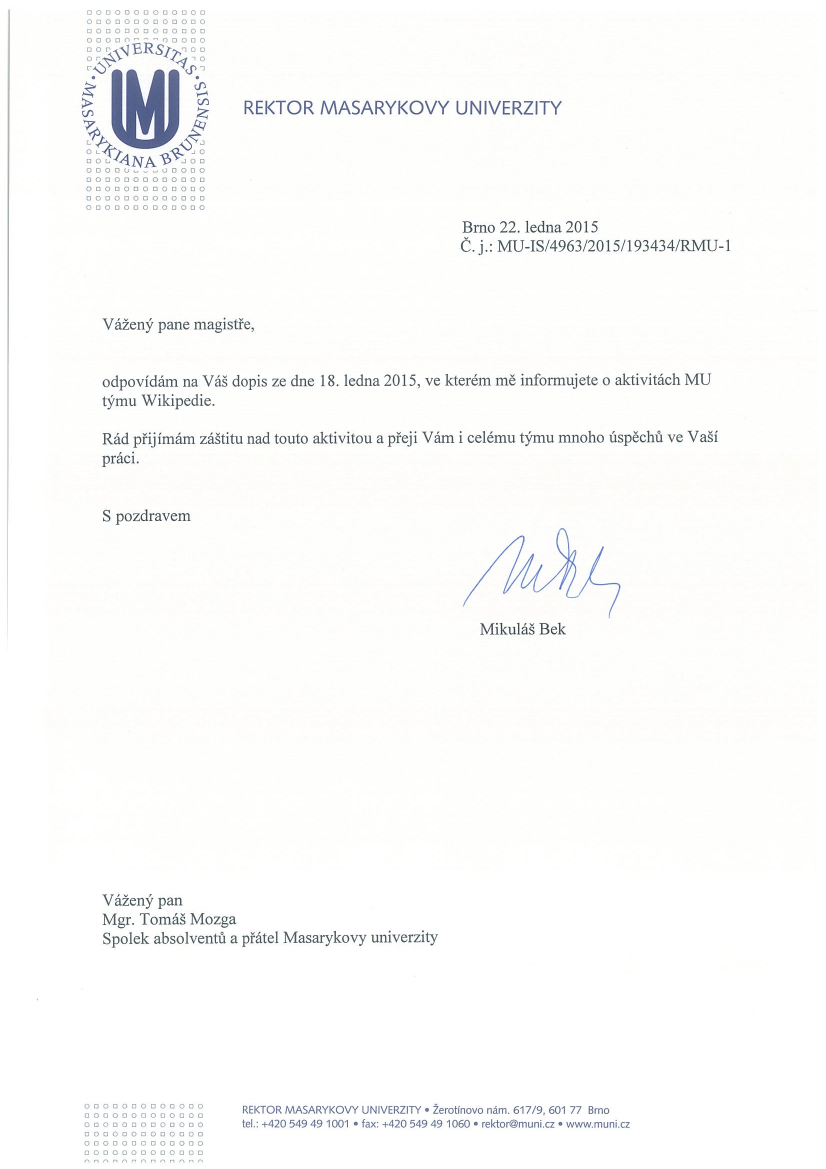
Dopis rektora Masarykovy univerzity Mikuláše Beka oznamující převzetí záštity

Záštita je čestná funkce spočívající v podpoře nějaké akce či projektu, v reprezentační účasti na nich a podobně. Záštitu poskytuje zpravidla společensky významná osobnost nebo veřejná instituce. Záštita však není nutně spojená s finanční či materiální podporou, jedná se o čestnou poctu. Může se ovšem pojit i s mediálním partnerstvím či spolupořadatelstvím akce. Zejména jde o formu vyjádření podpory a vyslání signálu veřejnosti, že instituce či osoba přebírající záštitu považuje akci či projekt za důležité, společensky prospěšné a hodné pozornosti. Poskytuje se např. společenským, kulturním, vzdělávacím, sportovním, charitativním a jiným všeobecně prospěšným akcím, zpravidla v oblasti působnosti dané osobnosti či instituce.